# Paola Núñez
Pour les articles homonymes, voir Paola et Núñez.
Paola Núñez, née le 8 avril 1978 à Tijuana en Basse-Californie (État), est une actrice mexicaine.

## Filmographie

### Comme actrice
- 2001 : Como en el cine (série télévisée) : Karen
- 2002 : Súbete a mi moto (série télévisée) : Leticia (3 épisodes)
- 2004 : Miss Carrusel (court métrage) : Claudia
- 2004 : La vida es una canción (série télévisée) : Margarita
- 2004 : Tan infinito como el desierto (mini-série) (3 épisodes)
- 2004 : Las Juanas (série télévisée) : Juana Micaela (130 épisodes)
- 2005 : Ver, oir y callar
- 2005 : Lo Que Callamos Las Mujeres (série télévisée) : Isabel
- 2005-2006 : Amor en custodia (série télévisée) : Bárbara Bazterrica (234 épisodes)
- 2007 : Mientras haya vida (série télévisée) : Elisa Montero
- 2009 : Tres piezas de amor en un fin de semana : Teresa
- 2009 : Pasión Morena (série télévisée) : Morena Madrigal Rueda (184 épisodes)
- 2010 : Depositarios : Verónica
- 2010 : Sin ella : Alejandra
- 2011 : Los inadaptados : Lucrecia
- 2013 : Destino (série télévisée) : Valeria González / Valeria Ríos de Montesinos
- 2013 : Deseo : Jovencita
- 2013 : Detrás del Poder : Mónica
- 2014 : El Más Buscado : Sonia
- 2014 : Dariela los martes : Dariela
- 2014 : Reina de corazones (série télévisée) : Reina Ortíz (140 épisodes)
- 2014 : Palabra de Ladrón (série télévisée) : Julia Lagos (12 épisodes)
- 2015 : El cumple de la abuela : Andrea
- 2015 : Runner (téléfilm) : Alba
- 2017 : La Hermandad (série télévisée) : Natalia Alagon (4 épisodes)
- 2017-2018 : The Son (série télévisée) : Maria García (16 épisodes)
- 2018 : La Boda de la Abuela : Andrea
- 2018 : La Reina del Sur 2 (série télévisée) : Manuela, Kira
- 2019 : The Purge (série télévisée - Saison 2) : Esme Carmona
- 2020 : Bad Boys for Life d'Adil El Arbi et Bilall Fallah : Rita Secada
- dès 2022 : Resident Evil : Evelyn Marcus
- 2023 : La Chute de la maison Usher (mini-série) : Dr Alessandra Ruiz
- 2023 : Reines en fuite : Famela Guerra
- 2024 : Bad Boys: Ride or Die d'Adil El Arbi et Bilall Fallah : Rita Secada

### Comme productrice
- 2013 : Detrás del Poder
- 2014 : Dariela los martes

### Comme scénariste
- 2014 : Dariela los martes